# انگور کانکورد
کونکورد (به انگلیسی: Concord) یک گونهٔ مشتق شده از گونه انگور روباه است که به صورت انگور رومیزی، انگور شرابی و انگور شیره ای استفاده می‌شود. این انگور اغلب برای تهیه ژله انگور، آب انگور، پای انگور، نوشابه با طعم انگور و آبنبات مورد استفاده قرار می‌گیرد. در کشورهای خارجی گاهی از کونکورد برای تهیه شراب استفاده می‌شود، به ویژه شراب کوشر مقدس؛ که غالب اوقات شیرین است. اگر میوه انگور کونکورد به میزان کافی برسد، می‌توان نسخه‌های خشک آن را نیز تهیه کرد. نام این انگور برگرفته از شهر ماساچوست است که در آن این گونه انگور به وفور یافت می‌شود.
پوست انگور کونکورد معمولاً آبی تیره یا بنفش است و یک گونه لغزنده به‌شمار می‌رود، به این معنی که پوست آن به راحتی از میوه جدا می‌شود. انگور کونکورد دارای دانه‌های بزرگ و بسیار معطر بوده و مستعد ابتلا به اختلال فیزیولوژیکی لکه سیاه است. طبق آماری در سال ۲۰۱۱، ایالات متحده ۴۱۷٬۸۰۰ تن از این انگور را در مدت یک سال تولید می‌کند.